# B Nazionale 1981-1982
La B Nazionale 1981-1982 è stata la 21ª edizione della seconda divisione greca di pallacanestro maschile.

## Classifica finale

### Gruppo Sud
| #  | Teams                           | P  | V  | P  | Pt | Qualificate          |
| -- | ------------------------------- | -- | -- | -- | -- | -------------------- |
| 1  | Esperos Kallithea               | 22 | 19 | 3  | 41 | Spareggio promozione |
| 2  | Milōn                           | 22 | 19 | 3  | 41 | Spareggio promozione |
| 3  | Peristeri                       | 22 | 16 | 6  | 38 |                      |
| 4  | Ionikos Neas Filadelfeias BC    | 22 | 16 | 6  | 38 |                      |
| 5  | Gymnastikos Syllogos Amarousiou | 22 | 13 | 9  | 35 |                      |
| 6  | Aiolos-Tavros                   | 22 | 12 | 10 | 34 |                      |
| 7  | Olympias Patrasso               | 22 | 9  | 13 | 31 |                      |
| 8  | A.O. Tritōn                     | 22 | 8  | 14 | 30 |                      |
| 9  | A.G.S. Giannina                 | 22 | 8  | 14 | 30 |                      |
| 10 | Panachaïkī G.E.                 | 22 | 7  | 15 | 29 |                      |
| 11 | A.O. Palaio Falīro              | 22 | 5  | 17 | 27 | Retrocesse           |
| 12 | Kydōn Canea                     | 22 | 0  | 22 | 10 | Retrocesse           |

### Gruppo Nord
| #  | Teams                | P  | V  | P  | Pt | Qualificate          |
| -- | -------------------- | -- | -- | -- | -- | -------------------- |
| 1  | Pierikos             | 22 | 19 | 3  | 41 | Spareggio promozione |
| 2  | Nestōr Thessalonikīs | 22 | 19 | 3  | 41 | Spareggio promozione |
| 3  | Esperos Vyzantiou    | 22 | 16 | 6  | 38 |                      |
| 4  | Nikī Volo            | 22 | 16 | 6  | 38 |                      |
| 5  | A.O. Serrōn          | 22 | 13 | 9  | 35 |                      |
| 6  | M.G.S. Meliteas      | 22 | 11 | 11 | 33 |                      |
| 7  | MENT BC              | 22 | 9  | 13 | 31 |                      |
| 8  | ΧΑΝΘ Salonicco       | 22 | 9  | 13 | 31 |                      |
| 9  | Collegio Anatolia    | 22 | 8  | 14 | 30 |                      |
| 10 | E.A. Larissa         | 22 | 6  | 16 | 28 |                      |
| 11 | Apollōn Kalamaria    | 22 | 4  | 18 | 26 | Retrocesse           |
| 12 | Argonaftīs Kalamaria | 22 | 2  | 20 | 24 | Retrocesse           |

## Spareggi promozione

### Gruppo Sud
| Squadra 1         | Risultato | Squadra 2 |
| ----------------- | --------- | --------- |
| Esperos Kallithea | ?-?       | Milōn     |

### Gruppo Nord
| Squadra 1 | Risultato | Squadra 2            |
| --------- | --------- | -------------------- |
| Pierikos  | ?-?       | Nestōr Thessalonikīs |